# George Clooney
George Timoty Clooney (* 6. května 1961 Lexington, Kentucky) je americký herec, filmový režisér, producent a scenárista, syn televizního moderátora Nicka Clooneho a synovec zpěvačky Rosemary Clooneyové a herce Josého Ferrera.
Herecké výkony mu vynesly tři Zlaté glóby. Obdržel také dva Oscary – jeden za nejlepší vedlejší roli ve filmu Syriana a druhý za producentskou činnost (s Affleckem a Heslovem) k thrilleru Argo, jenž vyhrál v kategorii nejlepší film. V historii Cen akademie představuje jediného umělce, který byl nominován v šesti různých kategoriích.
Známý je svým politickým aktivismem. Od 31. ledna 2008 do dubna 2014 působil jako mírový posel Organizace spojených národů. Hercova humanitární činnost zahrnovala snahu nalezení řešení konfliktu v Dárfúru, spoluzaložení fondů na podporu obětem teroristických útoků z 11. září 2001, tsunami v Indickém oceánu 2004 a zemětřesení na Haiti 2010, kdy organizoval koncert „Hope for Haiti Now“. Pro zvýšení povědomí o světové krizi natočil dokument Sand and Sorrow. Patří také ke členům Rady pro mezinárodní vztahy, americké neziskové organizace a think tanku, která mj. vydává dvouměsíčník Foreign Affairs. Je podporovatelem Demokratické strany.
Televizní časopis TV Guide herce v roce 2005 zařadil na 1. místo žebříčku „50 nejvíce sexy hvězd všech dob“. Clooney se na seznamech nejpřitažlivějších osobností objevuje opakovaně.

## Mládí
Narodil se v květnu 1961 v kentuckém Lexingtonu. Matka Nina Bruceová (rozená Warrenová, nar. 1939) je bývalá královna krásy. Otec Nick Clooney pracoval jako televizní moderátor na stanici American Movie Classics. Clooneyho kořeny sahají do Irska, Německa, Anglie a ještě vzdálenější předci žili ve Skotsku a Nizozemsku. Jeho prapraprarodiče z otcovy strany, Nicholas Clooney (z hrabství Kilkenny) a Bridget Byronová, emigrovali do Spojených států z Irska. Čtyři generace nazpět po linii matky byla jeho předkem Mary Ann Sparrowová, polosestra Nancy Hanksové, jejímž synem byl první americký republikánský prezident Abraham Lincoln.

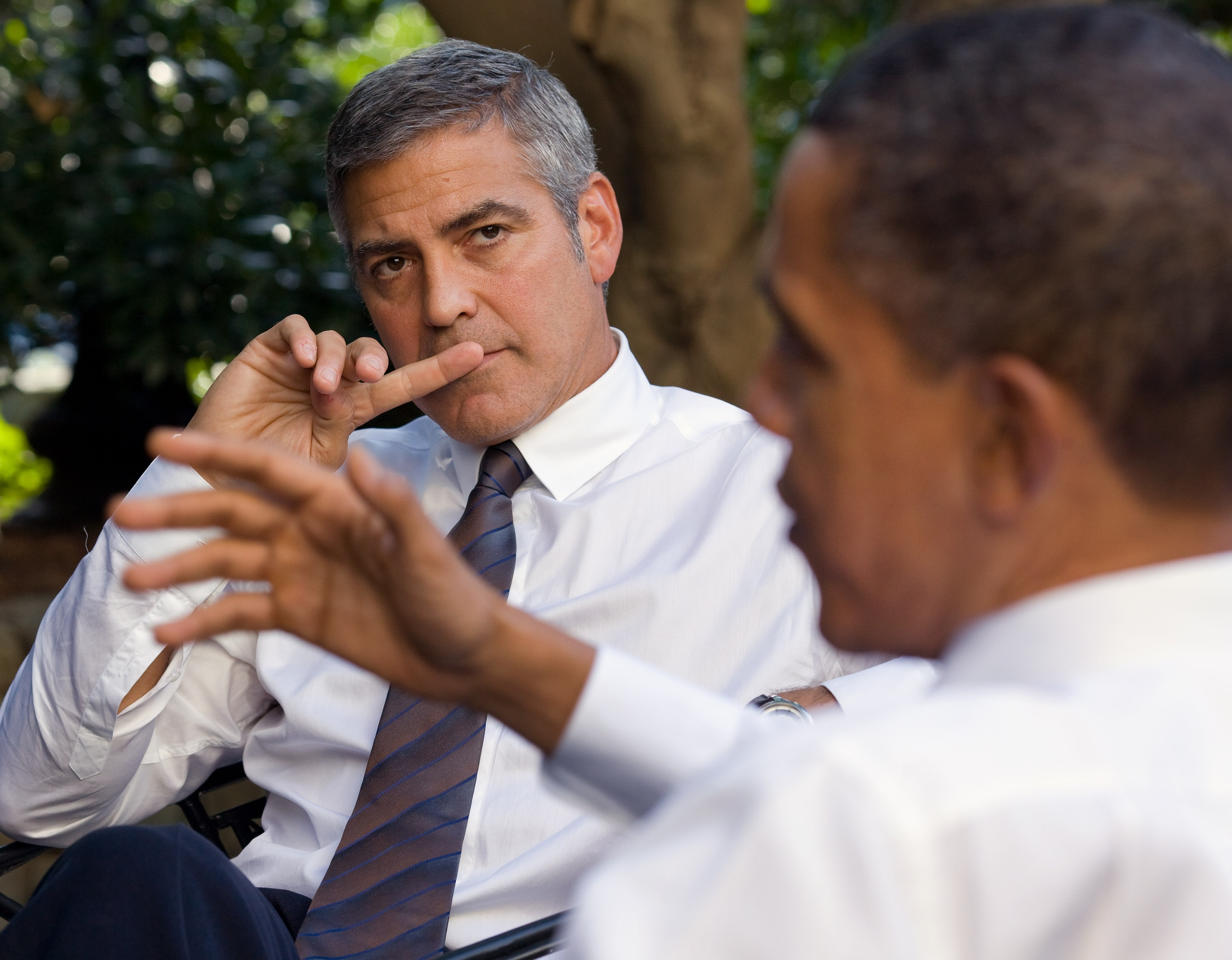
Clooney diskutuje na zahradě Bílého domu s prezidentem Barackem Obamou o konfliktu v Dárfúru, říjen 2010

Herec má starší sestru Adelii. K bratrancům patří herci Miguel a Rafael Ferrerovi, kteří jsou syny jeho tety a zpěvačky Rosemary Clooneyové a strýce, herce, Josého Ferrera. Příbuzenský vztah jej také pojí se zpěvačkou Debby Booneovou, jež se provdala za hercova bratrance Gabriela Ferrera (syna José Ferrera a Rosemary Clooneyové).
Clooney byl vychován v přísné římskokatolické víře. Školní docházku zahájil na základní škole Blessed Sacrament School v kentuckém Fort Mitchellu. Část svého dětství prožil v Ohiu, kde navštěvoval columbuskou St. Michael's School, a následně mezi lety 1968–1974 veřejné základní školy Western Row Elementary School a St. Susanna School v ohijském Masonu. V době docházky do sedmé třídy se rodina vrátila do Kentucky.
Na druhém stupni základní školy (Middle School) se u něj rozvinula Bellova obrna, postihující horní a dolní větev lícního nervu jedné strany obličeje. K vyléčení došlo do jednoho roku. V rozhovoru pro deník Daily Mirror z dubna 2003 uvedl: „Byla to nejhorší doba v mém životě. Víte, jak děti dovedou být kruté. Stal jsem se terčem posměšků, ale tato zkušenost mě posílila“.

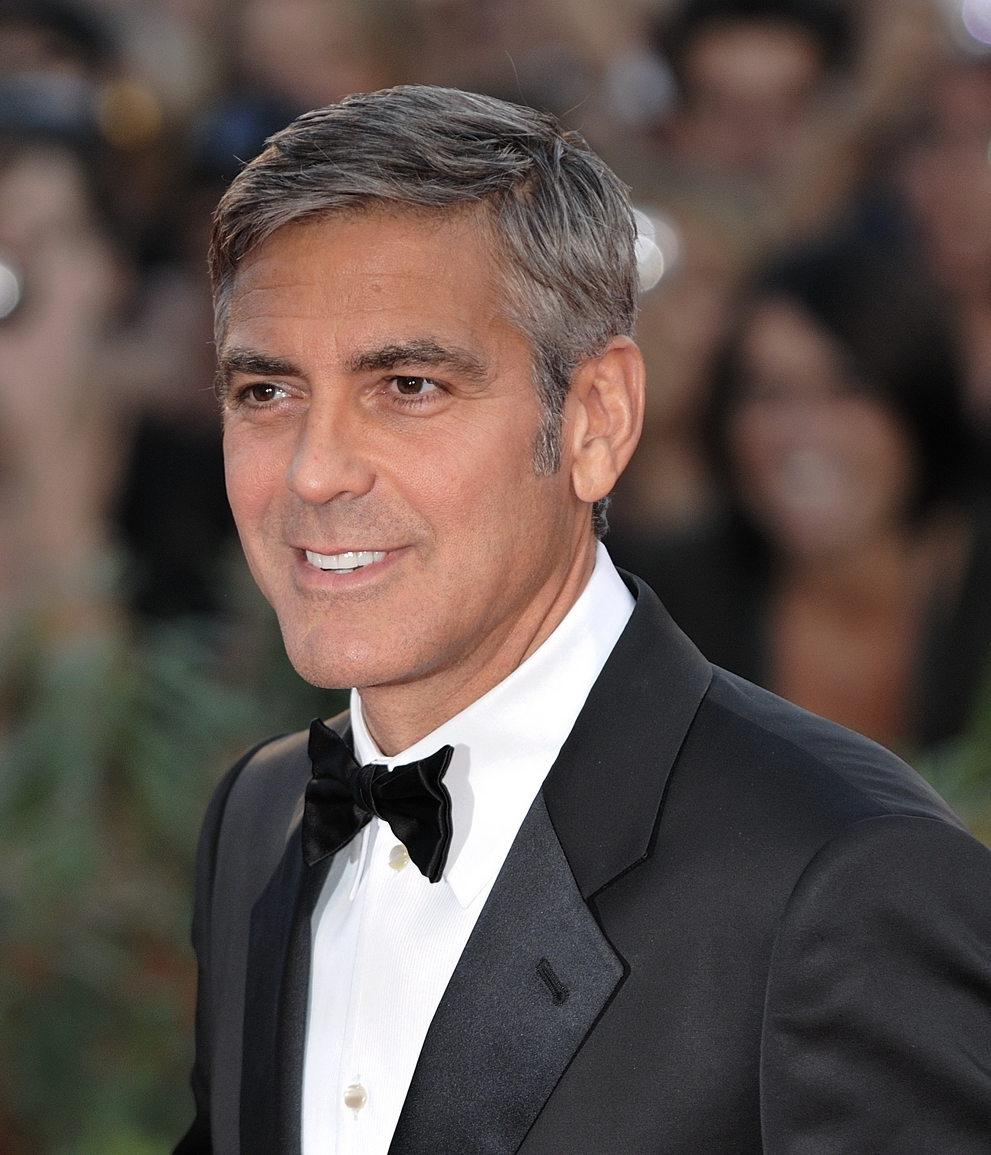
Na Benátském filmovém festivalu 2009

Poté, co se rodiče přestěhovali do kentucké Augusty, začal studovat na místní střední škole Augusta High School. Podle hercova vyjádření skládal všechny testy na stupeň A či B. Patřil k zapáleným hráčům baseballu a basketbalu. V roce 1977 se pokusil proniknout do profesionálního baseballového týmu Cincinnati Reds, s nímž hrál, ale nezískal nabídku smlouvy. Došlo tak k jeho vyřazení v prvním kole zeštíhlování týmu.
V letech 1979–1981 se stal posluchačem Northern Kentucky University, na níž studoval jako hlavní obor televizní žurnalistiku. Krátce také docházel na University of Cincinnati, ovšem ani jednu z univerzit nedokončil. Příležitostně si vydělával prodejem mužských oděvů a řezáním tabáku.

## Herecká kariéra
Na televizní obrazovce debutoval v roce 1978 seriálem Centennial. Známost širokého publika mu přinesla role doktora Douglase Rosse v seriálu Pohotovost, natáčeného mezi lety 1994–1999, jež mu vynesla dvě nominace na Cenu Emmy a na Zlatý glóbus. Během tohoto období se začal prosazovat do hlavních postav celovečerních filmů. První takovou roli ztvárnil roku 1996 v Rodriguezově upířím snímku Od soumraku do úsvitu po boku Quentina Tarantina. Přesvědčivý herecký výkon mu vynesl Saturnovu cenu pro nejlepšího herce a Cenu MTV za objev roku. Zahrál si také ve filmech Batman a Robin (1997) a Zakázané ovoce (1998), v nichž poprvé spolupracoval s režisérem Stevenem Soderberghem.

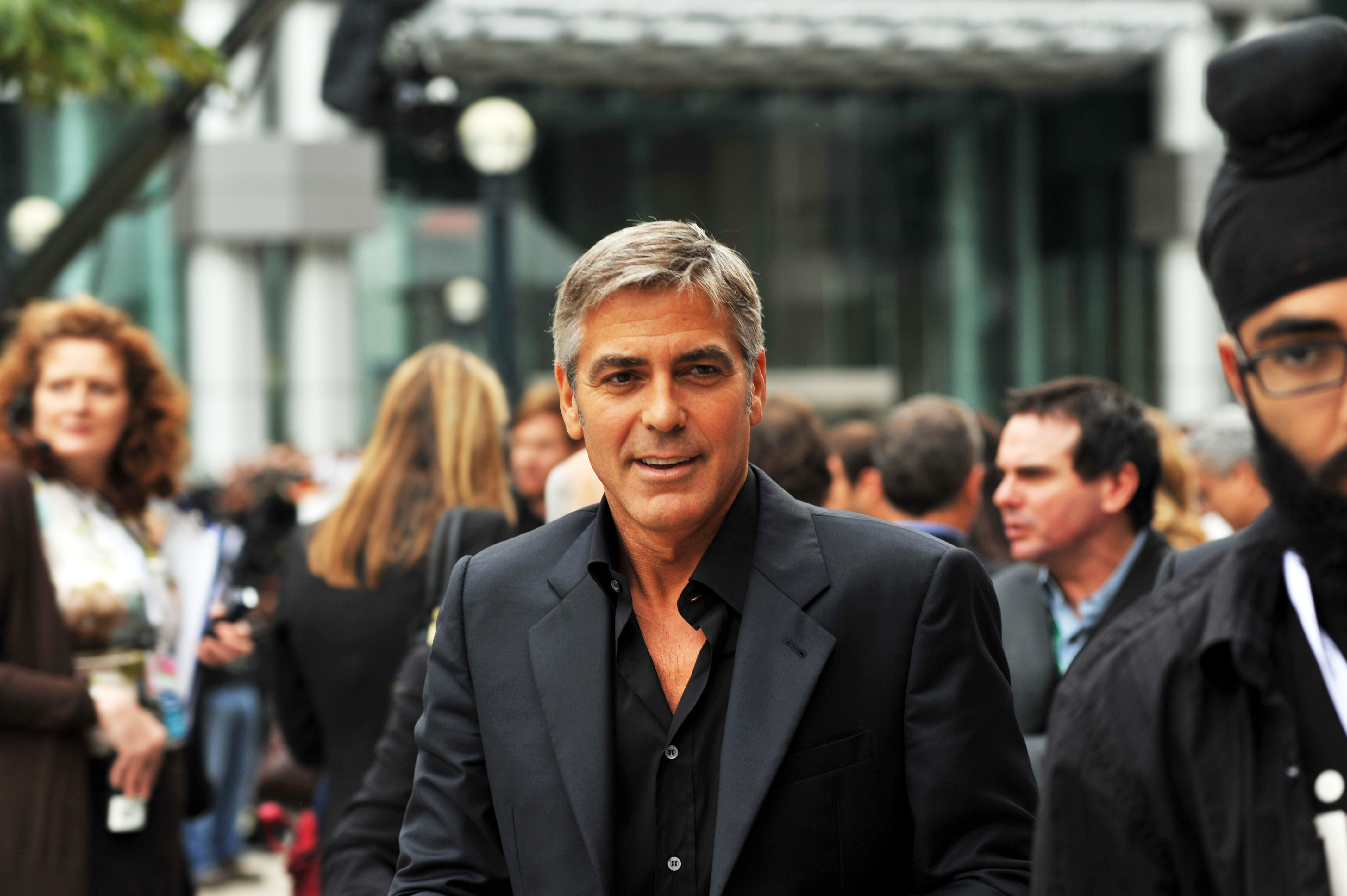
Clooney na torontské premiéře komedie Muži, co zírají na kozy, 2009

Roku 1999 ztvárnil hlavní úlohu v kritikou oceňované válečné satiře Tři králové, odehrávající se na pozadí války v Zálivu. V roce 2001 jeho celosvětová popularita vzrostla po premiéře remaku krimi-komedie Dannyho parťáci, nejvýnosnějším snímku, v němž se kdy objevil. Následovaly dva sequely Dannyho parťáci 2 (2004) a Dannyho parťáci 3 (2007), které již nedosáhly takové úspěšnosti.
Režijní debut zaznamenal roku 2002 špionážním životopisným dramatem Milujte svého zabijáka. Na režisérskou stoličku následně usedl v projektech Dobrou noc a hodně štěstí (2005), Tvrdé palice (2008), Den zrady (2011) a Památkáři (2013).
Oscara za nejlepší vedlejší mužskou roli mu vynesl výkon v thrilleru Syriana (2005) ze středovýchodního regionu a nominace na Oscara za nejlepší mužský herecký výkon obdržel za thriller Michael Clayton (2007), komedii Lítám v tom (2009) a komediální drama Děti moje (2011), které mu vyneslo Zlatý glóbus za nejlepší mužský výkon v dramatu. V roce 2013 převzal jako producent společně s režisérem Benem Affleckem a Grantem Heslovem Oscara za nejlepší film Argo.

## Soukromý život

### Partnerské vztahy

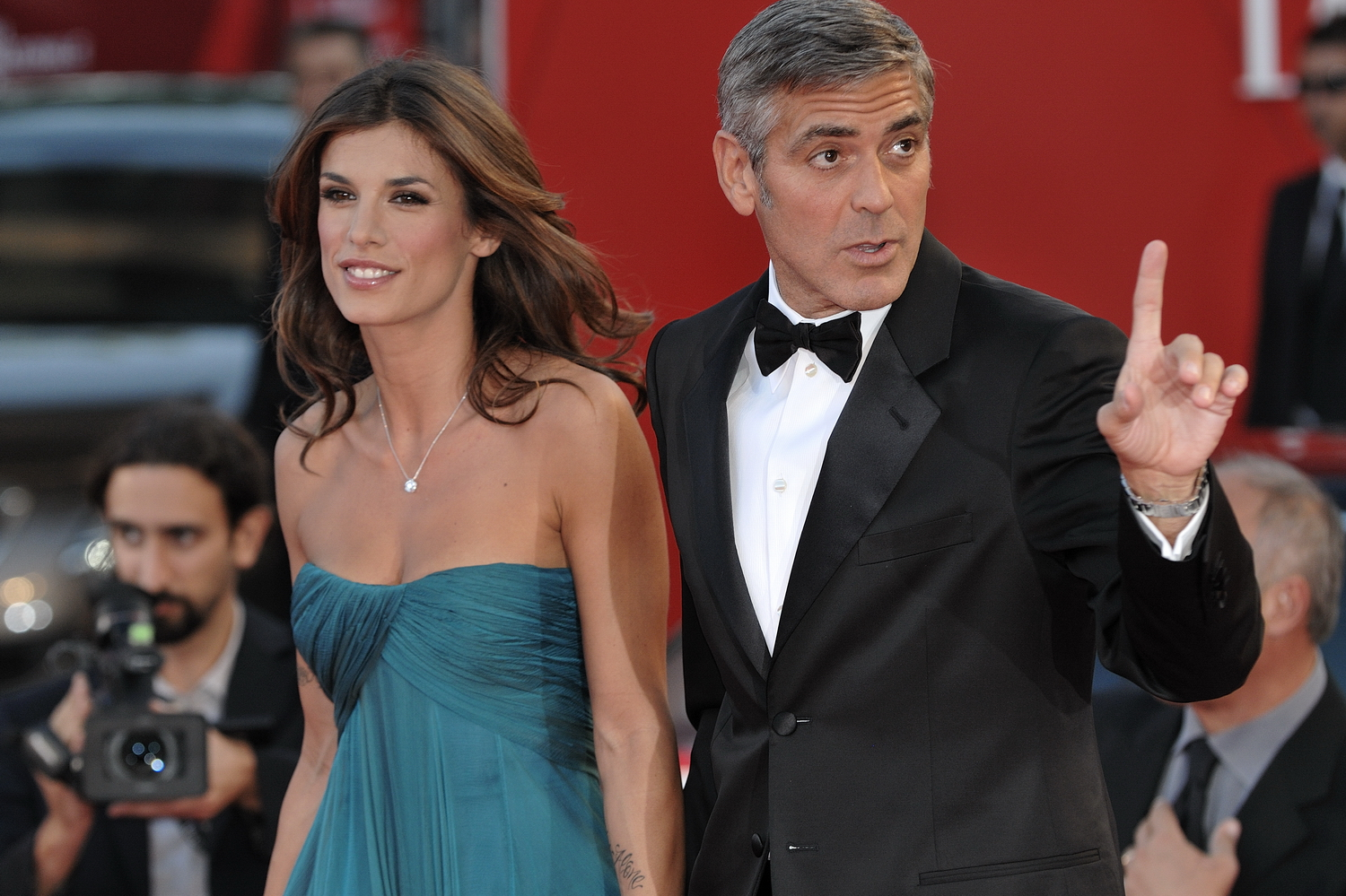
Clooney s partnerkou Elisabettou Canalis, 2009

V letech 1989–1993 byl ženatý s herečkou Talií Balsamovou. Roku 2007 prohlásil, že se znovu již nikdy neožení. Během natáčení reklamního spotu na vermut Martini se v roce 2000 potkal britskou modelku Lisu Snowdonovou, s níž udržoval pět let více či méně pevný vztah.
V červnu 2007 se jeho přítelkyní stala osobnost reality show Sarah Larsonová, ale pár se rozešel v květnu 2008. Od července 2009 měl poměr s italskou herečkou Elisabettou Canalisovou, až do jejich vzájemného odloučení v červnu 2011. Od července 2011 pak žil s americkou herečkou, modelkou a wrestlerkou Stacy Keiblerovou, než došlo k jejich rozchodu v červenci 2013. Mezi další ženy, s nimiž udržoval partnerský vztah, se řadily Kelly Prestonová (1987–1989), Renée Zellweger (2001), Krista Allenová (2002–2008), stejně jako francouzská televizní celebrita Céline Balitranová (1996–1999).
Dne 28. dubna 2014 se zasnoubil s právničkou Amal Alamuddinovou. Sňatek proběhl 27. září téhož roku v benátském paláci Ca' Farsetti. Oddávajícím se stal hercův přítel a bývalý římský starosta Walter Veltroni. V červnu 2017 se jim narodila dvojčata Ella a Alexander.
Americký časopis People jej opakovaně uvedl v žebříčku „nejpřitažlivějších mužů světa“. Voskové Muzeum voskových figurín Madame Tussaud v Las Vegas nabízí ženám možnost svatebního fota s Clooneyho voskovou figurínou, oblečené do smokingu.

### Bydliště
Herec má domov v Los Angeles. Prostřednictvím své firmy George Guifoyle Trust koupil roku 1995 v tomto kalifornském městě dům s pozemkem o rozloze 683,2 m2. Pořídil si také sídlo Villa L'Oleandra v italské obci Laglio, které leží na břehu Comského jezera, poblíž bývalé rezidence italské spisovatelky a básnířky Ady Negriové.

### Nehoda na motocyklu

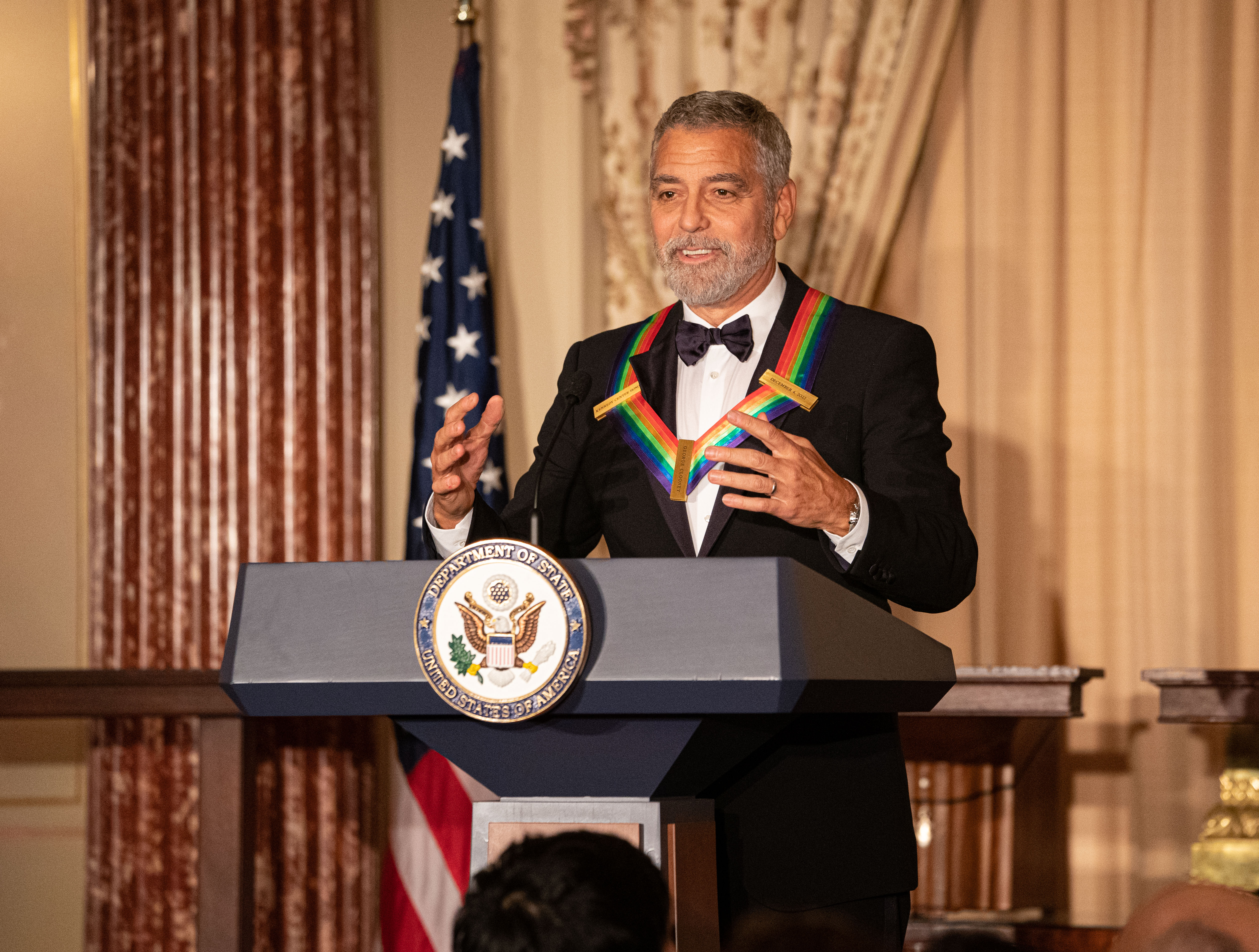
Proslov při převzetí ocenění Kennedy Center Honors v prosinci 2022

Clooney byl, spolu se svou tehdejší přítelkyní Sarah Larsonovou, dne 21. září 2007 účastníkem dopravní nehody. Oba členové páru byli zraněni poté, co se motocykl řízený hercem srazil s autem na silnici v newjerseyském Weehawkenu. Řidič vozidla uvedl, že se Clooney snažil projet kolem něj zprava, zatímco herec tvrdil, že automobil signalizoval odbočení doleva, a poté se náhle rozhodl zatočit doprava, čímž srazil jeho motocykl.
Poraněný Clooney byl po ošetření v nemocnici Palisades Medical Center v North Bergenu propuštěn ze zdravotnického zařízení. Více než dvě desítky zaměstnanců nemocničního personálu pak byly 9. října 2007 postaveny mimo službu bez náhrady, za neoprávněné nahlížení do Clooneyho zdravotní dokumentace, čímž porušily federální zákon. Herec k tomu uvedl: „Ačkoli velmi lpím na právu pacienta na soukromí, doufal jsem, že by se to mohlo urovnat bez suspendování členů zdravotnického personálu“.

## Filmografie
George Clooney je obsazován do dlouhometrážních – večerních – filmů, stejně jako do televizních rolí. Do roku 2013 si úhrnem zahrál ve více než čtyřiceti filmech a dalších čtrnácti televizních filmech a seriálech.
Z hlediska celkových tržeb filmů, v nichž se objevil, patří na čelo žebříčku nejlepších herců, když k roku 2013 celkový výdělek této filmové tvorby činil 1,56 miliardy dolarů, což představovalo průměrný zisk 53,9 miliónu dolarů na jeden snímek. K danému roku si zahrál ve třinácti snímcích, z nichž každý vydělal přes 200 miliónů dolarů. Největších tržeb dosáhlo drama Gravitace, které získalo přes 600 miliónů dolarů. Vystřídalo tak na čele krimi-komedii Dannyho parťáci z roku 2001, jejíž tržby činily 450 miliónů.

### Herecká

#### Film
| Rok  | Název                      | Role                   | Poznámky |
| ---- | -------------------------- | ---------------------- | --- |
| 1987 | Vyšší škola strachu        | Oliver                 | |
| 1987 | Grizzly II: The Predator   |                        | neuveden v titulcích |
| 1987 | Bojová akademie            | major Biff Woods       | |
| 1988 | Návrat vražedných rajčat   | Matt Stevens           | |
| 1990 | Red Surf                   | Remar                  | |
| 1992 | Unbecoming Age             | Mac                    | |
| 1993 | The Harvest – Sklizeň      | Lip                    | |
| 1996 | Od soumraku do úsvitu      | Seth Gecko             | |
| 1996 | Báječný den                | Jack Taylor            | |
| 1997 | Peacemaker                 | Thomas Devoe           | |
| 1997 | Batman a Robin             | Bruce Wayne / Batman   | |
| 1998 | Tenká červená linie        | kapitán Bosche         | |
| 1998 | Zakázané ovoce             | Jack Foley             | |
| 1998 | Waiting for Woody          | sám sebe               | krátkometrážní |
| 1999 | Tři králové                | majorArchie Gates      | |
| 1999 | The Book That Wrote Itself | sám sebe               | |
| 1999 | South Park: Peklo na Zemi  | doktor Gouache         | (první) hlasová role |
| 2000 | Dokonalá bouře             | Billy „Skip“ Tyne      | |
| 2000 | Bratříčku, kde jsi?        | Ulysses Everett McGill | Zlatý glóbus v kategorii Nejlepší herec - muzikál nebo komedie |
| 2001 | Dannyho parťáci            | Danny Ocean            | |
| 2001 | Spy Kids: Špioni v akci    | Devlin                 | |
| 2002 | Milujte svého zabijáka     | agent CIA Jim Byrd     | režijní debut |
| 2002 | Solaris                    | Chris Kelvin           | |
| 2002 | Bombakšeft                 | Jerzy                  | |
| 2002 | Starbuck Holger Meins      |                        | dokumentární |
| 2003 | Nesnesitelná krutost       | Miles Massey           | |
| 2003 | Spy Kids 3-D: Game Over    | Devlin                 | |
| 2004 | Dannyho parťáci 2          | Danny Ocean            | |
| 2005 | Dobrou noc a hodně štěstí  | Fred Friendly          | spoluscenárista, režisér Nominace – Cena Britské filmové akademie v kategorii Nejlepší herec ve vedlejší roli Nominace – Cena Britské filmové akademie v kategorii Nejlepší režisér Nominace – Cena Britské filmové akademie v kategorii Nejlepší původní scénář Nominace – Oscar v kategorii Nejlepší režisér Nominace – Oscar v kategorii Nejlepší původní scénář Nominace – Zlatý glóbus v kategorii Nejlepší režie Nominace – Zlatý glóbus v kategorii Nejlepší scénář |
| 2005 | Syriana                    | Bob Barnes             | Oscar v kategorii Nejlepší herec ve vedlejší roli Zlatý glóbus v kategorii Nejlepší herec ve vedlejší roli |
| 2006 | Berlínské spiknutí         | Jake Geismar           | |
| 2007 | Michael Clayton            | Michael Clayton        | Nominace – Cena Britské filmové akademie v kategorii Nejlepší herec Nominace – Oscar v kategorii Nejlepší herec Nominace – Zlatý glóbus v kategorii Nejlepší herec - drama |
| 2007 | Za Dárfúr!                 | sám sebe               | dokumentární |
| 2007 | Dannyho parťáci 3          | Danny Ocean            | |
| 2008 | Tvrdé palice               | Jimmy „Dodge“ Connelly | spoluscenárista, režisér |
| 2008 | Po přečtení spalte         | Harry Pfarrer          | |
| 2009 | Fantastický pan Lišák      | pan Lišák              | (druhá) hlasová role |
| 2009 | Muži, co zírají na kozy    | Lyn Cassady            | |
| 2009 | Lítám v tom                | Ryan Bingham           | Nominace – Cena Britské filmové akademie v kategorii Nejlepší herec Nominace – Oscar v kategorii Nejlepší herec Nominace – Zlatý glóbus v kategorii Nejlepší herec - drama |
| 2010 | Američan                   | Jack                   | |
| 2011 | Den zrady                  | guvernér Mike Morris   | spoluscenárista, režisér Nominace – Cena Britské filmové akademie v kategorii Nejlepší scénář Nominace – Oscar v kategorii Nejlepší scénář Nominace – Zlatý glóbus v kategorii Nejlepší scénář Nominace – Zlatý glóbus v kategorii Nejlepší režie |
| 2011 | Děti moje                  | Matt King              | Zlatý glóbus v kategorii Nejlepší herec - drama Nominace – Cena Britské filmové akademie v kategorii Nejlepší herec Nominace – Oscar v kategorii Nejlepší herec |
| 2013 | Gravitace                  | Matt Kowalsky          | |
| 2014 | Památkáři                  | poručík Frank Stokes   | spoluscenárista, režisér |
| 2015 | Země zítřka                | Frank Walker           | |
| 2016 | Ave, Caesar!               | Caesar                 | |
| 2016 | Hra peněz                  | Lee Gates              | |
| 2020 | Půlnoční nebe              | Augustine              | |
| 2022 | Vstupenka do ráje          | David Cotton           | |
| 2023 | Flash                      | Bruce Wayne / Batman   | |
| 2024 | Osamělí vlci               | Jack                   | |
| 2024 | Imaginární přátelé         | Kosmonaut (hlas)       | |

#### Televize
| Rok                  | Název                                                    | Role                    | Poznámky |
| -------------------- | -------------------------------------------------------- | ----------------------- | --- |
| 1984–1985            | E/R                                                      | Mark „Ace“ Kolmar       | 8 dílů |
| 1984                 | Riptide                                                  | Lenny Colwell (únosce)  | díl: „Where the Girls Are“ |
| 1985                 | Street Hawk                                              | Kevin Stark             | díl: „A Second Self“ |
| 1985–1987            | The Facts of Life                                        | George Burnett          | 17 dílů |
| 1987                 | Hunter                                                   | Matthew Winfield        | díl: „Double Exposure“ |
| 1987                 | To je vražda, napsala                                    | Kip Howard              | díl: „No Laughing Murder“ |
| 1987                 | The Golden Girls                                         | detektiv Bobby Hopkins  | díl: „To Catch A Neighbor“ |
| 1988–1991            | Roseanne                                                 | Booker Brooks           | 11 dílů |
| 1992–1993            | Lidé z oddělení vražd                                    | Ryan Walker             | hlavní role, 16 dílů |
| 1993–1994            | Sisters                                                  | detektiv James Falconer | 19 dílů |
| 1994–1999 2000, 2009 | Pohotovost                                               | Dr. Doug Ross           | hlavní role (1. – 5. řada), hostující role (6. a 15. řada), 109 dílů nominace na Cenu Emmy v kategorii Nejlepší herec – drama (1995,96) nominace na Zlatý glóbus v kategorii Nejlepší herec – drama (1995,96,97) |
| 1995                 | Přátelé                                                  | Dr. Michael Mitchell    | díl: „The One With Two Parts: Part Two“ |
| 1997                 | Full Tilt Boogie                                         | sám sebe                | dokumentární |
| 1997                 | Městečko South Park                                      | Sparky the Dog          | díl: „Big Gay Al's Big Gay Boat Ride“ |
| 1998                 | Murphy Brown                                             | Doktor č. 2             | díl: „Never Can Say Goodbye: Part 2“ |
| 2000                 | Neodvolatelná mise                                       | plukovník Jack Grady    | TV film, také vedoucí producent |
| 2014                 | Text Santa 4                                             | George Oceans Gravity   | skeč Downton Abbey |
| 2018                 | My Next Guest Needs No Introduction with David Letterman | sám sebe                | díl: „„You Be the Newsman, I'll Be Liz Taylo“" |
| 2019                 | Hlava 22                                                 | Scheisskopf             | 3 díly, také vedoucí producent a režisér |

#### Divadlo
| Rok  | Název | Role        | Poznámky           |
| ---- | ----- | ----------- | ------------------ |
| 2012 | 8     | David Boies | záznam představení |

### Režijní
| Rok  | název                       | poznámky          |
| ---- | --------------------------- | ----------------- |
| 2002 | Milujte svého zabijáka      |                   |
| 2005 | Dobrou noc a hodně štěstí   |                   |
| 2005 | Unscripted                  | TV seriál, 5 dílů |
| 2008 | Tvrdé palice                |                   |
| 2011 | Den zrady                   |                   |
| 2014 | Památkáři                   |                   |
| 2017 | Suburbicon: Temné předměstí |                   |
| 2019 | Hlava 22                    | TV seriál, 2 díly |
| 2020 | Půlnoční nebe               |                   |
| 2021 | Něžný bar                   |                   |
| 2023 | Hrdinové ve člunu           |                   |

### Producentská
| Rok           | Název                                | Poznámky |
| ------------- | ------------------------------------ | --- |
| 1999          | Kilroy                               | televizní film, také scenárista                                                                                                |
| 2000          | Neodvolatelná mise                   | vedoucí producent |
| 2001          | Rocker                               | vedoucí producent |
| 2002          | Insomnia                             | vedoucí producent |
| 2002          | Bombakšeft                           | vedoucí producent |
| 2002          | Daleko do nebe                       | vedoucí producent |
| 2003          | K Street                             | vedoucí producent, 10 dílů |
| 2004          | Mistr zločinu                        | |
| 2005          | Svěrací kazajka                      | |
| 2005          | Unscripted                           | 10 dílů |
| 2005          | The Big Empty                        | vedoucí producent |
| 2005          | Syriana                              | vedoucí producent |
| 2005          | Co je šeptem...                      | vedoucí producent |
| 2006          | Temný obraz                          | vedoucí producent |
| 2006          | Poločas rozpadu Timofeje Berezina    | vedoucí producent |
| 2007          | Michael Clayton                      | vedoucí producent |
| 2007          | Sand and Sorrow                      | vedoucí producent, dokumentární                                                                                                |
| 2007          | Závan smrti                          | vedoucí producent |
| 2008          | Tvrdé palice                         | |
| 2009          | Informátor                           | vedoucí producent |
| 2009          | Pihalla                              | vedoucí producent |
| 2009          | Muži, co zírají na kozy              | |
| 2010          | Hope for Haiti Now                   | charitativní koncert |
| 2010          | Američan                             | |
| 2011          | Den zrady                            | |
| 2012          | Argo                                 | Oscar v kategorii Nejlepší film Cena Britské filmové akademie v kategorii Nejlepší film Zlatý glóbus v kategorii Nejlepší film |
| 2013          | Blízko od sebe                       | |
| 2014          | Památkáři                            | |
| 2015          | Our Brand Is Crisis                  | |
| 2016          | Hra peněz                            | |
| 2017          | Suburbicon: Temné předměstí          | |
| 2019          | On Becoming a God in Central Florida | vedoucí producent |
| 2019          | Hlava 22                             | vedoucí producent |
| 2020          | Půlnoční nebe                        | |
| 2020          | The Art of Political Murder          | |
| 2021          | Něžný bar                            | |
| bude oznámeno | The Boys in the Boat                 | |

### Scenáristická
| Rok  | Název                       | Poznámky |
| ---- | --------------------------- | -------- |
| 2005 | Dobrou noc a hodně štěstí   |          |
| 2008 | Tvrdé palice                |          |
| 2011 | Den zrady                   |          |
| 2014 | Památkáři                   |          |
| 2017 | Suburbicon: Temné předměstí |          |